# Rick Gervais
Pour les articles homonymes, voir Gervais.
(en) Statistiques sur pro-football-reference
Richard Paul Gervais, né le 4 novembre 1959 à Bend, est un joueur américain de football américain.

## Enfance
Gervais étudie à la Bend High School de laquelle il sort diplômé en 1977,. Il joue comme quarterback avant de basculer comme defensive back au moment de son entrée à l'université.

## Carrière

### Université
Il évolue avec le Cardinal de Stanford de 1977 à 1980, équipe de l'université Stanford. Pendant ses trois dernières années, Gervais dispute onze matchs à chaque saison et réussit notamment quatre interceptions lors de la saison 1979.

### Professionnel
Rick Gervais n'est sélectionné par aucune équipe lors de la draft 1981 de la NFL. Il signe avec les 49ers de San Francisco, entraîné par Bill Walsh, et est remercié à trois reprises durant son parcours avec la franchise avant d'être conservé par l'entraîneur lui-même. Lors du Super Bowl XVI, Gervais force un fumble et participe à la victoire de son équipe sur les Bengals de Cincinnati. De 1981 à 1983, il est avant-tout remplaçant sur les postes de safety et de cornerback, prenant part à vingt-et-une rencontres dont six comme titulaire.